# Phytomyza nigrinervis
Phytomyza nigrinervis är en tvåvingeart som beskrevs av Frost 1924. Phytomyza nigrinervis ingår i släktet Phytomyza och familjen minerarflugor.
Artens utbredningsområde är Colorado. Inga underarter finns listade i Catalogue of Life.